# 足球比赛规则
足球比赛规则，是足球比赛进行所必须遵守的规则。足球比赛规则由國際足球總會理事會（IFAB）制定并修改，最新的足球比赛规则是2021年3月3日修订，于2021年6月1日生效，共分為17个部分。

## 比赛场地
比賽場地可以是真草球場或人造草球場，但人造草球場的顏色必須為綠色。比賽場地應為長方形，並帶有標記線。所有標記線應為同一尺寸，且寬度不得超過12厘米，所有標記線所佔據的空間應屬於比賽場地內部。兩條較長的邊界線稱為邊線，兩條較短的邊界線稱為底線。比賽場地由中線分為兩個等面積區域，中線為兩條邊線中點的連線。場地的中心點為中線的中點，並以中心點為圓心，畫出一條半徑9.15米的環線。
場地必須為長方形，邊線長度為90米至120米，底線長度為45米至90米，且邊線的長度必須大於底線的長度。國際A級足球比賽場地為長100米至115米，寬64米至75米的長方形。由於標記線屬於其所包圍的區域的一部分，因此測量時應從標記線的外沿進行量度。

## 球员
足球比賽由兩隊進行。除後備球員外，每隊最多可同時派出11名球員參賽，其中必須包括一名守門員。每隊的最少球員人數不得少於7人。在所有球員中，只有守門員可以在比賽中於本方禁區內使用手部和上肢接觸足球。如果其中一隊的場上球員人數少於7人，球證有權終止比賽，並判定該隊以0-3告負。

## 球员装备
球員至少應佩戴以下裝備：上衣、短褲、襪子、鞋與護脛。其中，上衣必須有袖，兩隊球員應穿着能夠互相區分並可與裁判明顯區分的球衣。此外，守門員的上衣必須與包括比賽官員在內的所有人員的上衣顏色明顯不同，以便清晰辨識。如果球員穿着內衣，其顏色必須與外部衣物的主要顏色相同。守門員可以穿着長褲參加比賽。
儘管幾乎所有足球員都穿着足球鞋進行比賽，但比賽規則並未強制要求鞋必須為足球鞋。護腿板必須完全被球襪包裹，其材料可以是橡膠、塑料或其他類似材料，並且護腿板應能為球員提供適當的保護。
根據規則，禁止使用「任何可能對他人或自身造成傷害的裝備（包括任何種類的珠寶首飾）」。

## 換人名額[4]

### 正式比賽
在任何由國際足球協會、洲際足球協會或各國家足球協會舉辦的正式比賽中，2022年7月1日起每隊可替換球員每場不超過五人（2020年前為不超過三人）。
比賽規則必須列明：
- 每隊名單中的替补球员為15名（2022年7月1日前為12名）[5]
- 2022年7月1日起每隊可替換最多 5 名球員，但僅限 3 次換人機會。中場休息時換人不計次數但計名額，因此最多可進行 4 次換人。
- 在加時階段，每隊有一額外球員替換名額（無論該隊是否已用盡法定名額）

### 其他比賽
在國家「A」隊比賽中，每隊名單中可有最多十二名可替換球員、每隊可替換球員每場不超過五人。
在其他比賽中，每隊在以下情況每場可替換超過五名球員：
- 隊伍間（在比賽開始前）在每場每隊球員替換名額上限達成共識
- 在比賽開始前已知會球證

如在比賽開始前，球證未獲知會或隊伍間在每場每隊球員替換名額上限未達成共識，則每隊可替換球員每場不超過六人。

## 比赛持续时间
除非得到裁判與兩隊同意，比賽的正常持續時間為兩個等長的半場，每半場為45分鐘。任何更改比賽持續時間的協議，應在比賽開始前確定，並不得與賽會規則相衝突。上下半場之間，球員可以進行中場休息，休息時間不得超過15分鐘。
因換人、評估傷員、處置傷員及其他原因而損失的比賽時間，將進行補時，其具體時間由裁判裁定。此外，自2014年世界盃起，規則中增設了「飲水時間」（英語：Cooling Break），主要用於高溫條件下讓球員補充水分，並讓教練在此期間向球員傳達戰術指示。若比賽進入飲水時間，計時鐘並不會停止，但補時時間將相應增加。
若在上半場或下半場結束前發生點球或需重罰點球的情況，比賽時間將延續至該次點球程序結束後，再結束該半場的比賽。

## 比赛开始与重新开始
比賽開始前，裁判將進行擲硬幣，擲硬幣獲勝的一方可以選擇上半場進攻的球門，另一方則獲得上半場的開球權。下半場開始前，雙方將互換攻守方向，由上半場獲得開球權的另一方開球。
開球是比賽開始與重新開始的方式，以下情況將通過開球來開始或重新開始比賽：比賽開始、進球後、下半場開始、加時賽階段的每一階段開始。開球時，射門直接進球有效。
開球規則
- 雙方球員必須位於自己防守方向的半場內。
- 非開球方球員必須距離皮球至少9.15米。
- 開球時，皮球必須靜止於球場中心點。
- 開球前，必須等候主裁判的信號。
- 開球時，皮球可以踢向任何方向，比賽正式開始。
- 開球球員在其他球員觸球之前，不得再次觸碰皮球。

若在進球後開球，開球的一方為失球方。2016 年前，開球必須將皮球踢向前方，且需由兩名球員站在球場中心點完成；2016 年後，規則修訂允許皮球向任何方向踢，且開球可以由一名球員完成。
墜球
墜球是當比賽進行中，主裁判因比賽規則未涉及的原因停止比賽後，用於重新開始比賽的一種方式。根據現行規則，裁判將把球交還給比賽停止時控球的一方。如果比賽停止時皮球位於禁區內，裁判會將球交給守門員；若皮球位於禁區外，則交給當時控球的球員。墜球時，所有其他球員必須距離皮球至少 4 米，並不得干擾重新開始的進行。

## 活球与死球
當球的整體完全越過端線或邊線（無論是在地面上還是空中），或比賽因裁判的判罰中止時，該球即為死球。
在所有非死球的情況下，球處於活球狀態，包括以下情況：
- 球碰到球門柱、橫樑或角旗後反彈回場內時。
- 球碰到場內的主裁判時，裁判應立即中止比賽，並通過墜球重啟比賽（僅在球碰到主裁判後造成以下影響時適用）：
  - 球直接進入球門。
  - 改變了一方的控球權。
  - 直接導致一次明顯的進攻機會。

## 入球與比賽結果
當球在未違反任何比賽規則的情況下，整體完全越過球門橫樑下方、兩根球門柱之間的端線，進攻球隊即得分。比賽結束時，得分較多的球隊獲勝；如果兩隊得分相同或均未得分，則比賽以平局告終。
根據國際足協規則，只有當球的整體完全越過球門線（包括地面和空中）時，才能判定為入球。然而，由於過去技術有限，加上裁判未必能清楚判定球是否完全越過門線，「幽靈入球」的爭議時有發生。自 2012 年國際足協正式引入門線技術（Goal-Line Technology）後，這類爭議問題已大幅減少，入球判定變得更加精確。

## 越位
如果球员处于“较第二接近对方端线的对方球员及球更接近对方端线的位置”时，他处于越位位置。处在越位位置上并不犯规。
以下情况球员不处于越位位置：
- 球员处于己方半场；
- 球员与第二接近对方端线的对方球员处于同一端线平行线上；
- 球员与最后两名对方球员处于同一端线平行线上；

处于越位位置的球员只有在己方触球或持球并且裁判认为越位位置球员有以下行为时才会被判处越位犯规：
- 影响了比赛；
- 影响了对方球员；
- 试图从越位位置上获得利益；

从以下情况下接球不构成越位：
- 球门球；
- 界外球；
- 角球；

## 犯規
球證於球場上的工作除了主宰球賽的進程之外，還需要監察其他球員是否犯規。通常如果犯規不算嚴重，球證只會對該球員作口頭警告。但如果再犯或比較嚴重的犯規，球證有權向該球員出示黃牌以作警告。更嚴重的犯規或身上有黃牌的球員再犯規的話，球證更可向該球員出示紅牌兼該球員需要即時離場，而該球員代表的球隊需要在缺人的情況下完成賽事。不同的是，嚴重的犯規球證會直接出示紅牌，而有黃牌在身的球證會先出示黃牌，然後紅牌。為免混亂，每位球證身上都會有本小小的記事簿，以便記錄被黃牌警告的球員如再犯可出示紅牌。
如其中一方剩下少於7人在球場上的話，球證有權直接腰斬比賽，少於7人的球隊會自動被判0-3的敗仗。
若发生殴打裁判，主场球队暴力围殴客队球员，主队球迷在球场内骚乱等其他恶劣行为，最终也会判严重犯规球队为0-3告负。